# Clarence Anglin
Clarence Anglin, född 11 maj 1931 i Donalsonville, Georgia, saknad sedan 11 juni 1962, var/är en amerikansk rymling från fängelset Alcatraz. Anglin rymde tillsammans med Frank Lee Morris och sin bror John Anglin den 11 juni 1962. Det är oklart om någon av dem överlevde flykten. Anglin satt av ett straff för bankrån. Enligt dokumentären "Alcatraz search for the truth" klarade de två bröderna flykten. Det finns en chans att de lever på en bondgård i Brasilien.